# Phân họ Hải đường
Phân họ Hải đường hay phân họ Táo tây (danh pháp khoa học: Maloideae) là một phân họ lớn trong họ Hoa hồng (Rosaceae) với khoảng 28 chi và xấp xỉ 1.100 loài phổ biến khắp thế giới, với phần lớn các loài sinh sống trong khu vực ôn đới Bắc bán cầu.
Phân họ này bao gồm các dạng cây bụi và cây thân gỗ nhỏ, được đặc trưng theo miêu tả truyền thống là có quả dạng quả táo, một kiểu quả giả cũng như bằng nhiễm sắc thể đơn bội x= 17 (thay vì x = 7, 8, 9 như ở các phân họ khác). Phần lớn các hoa với noãn tụ của các loài trong phân họ này có 2-5 lá noãn, hợp nhất với nhau và với hypanthium (đế hoa). Tuy nhiên, chúng thể hiện một sự biến dạng đáng kể trong khía cạnh này. Bầu nhụy hạ ít nhất 3 phần 4 và phát triển thuần thục thành dạng quả táo.
Các đặc trưng này phần nào giúp phân biệt phân họ này với các phân họ còn lại trong họ Rosaceae, trong đó các lá noãn tự do hay đơn độc và bầu nhụy thượng. Một phần, do hoa của các chi Cotoneaster, Heteromeles, Pyracantha là hoàn toàn dạng noãn rời (các lá noãn độc lập với nhau), trong khi chi Dichotomanthes là dạng đính quanh bầu (lá đài, cánh hoa và nhị hoa bám quanh rìa bầu nhụy) và có bầu nhụy thượng.
Dạng quả táo là kiểu quả điển hình độc đáo duy nhất của phân họ này. Nó phát triển thông qua sự lồi ra của đế hoa hợp sinh. Các lá của các loài trong phân họ này là thường xanh hay sớm rụng. Hình dáng lá có sự biến thiên mạnh, từ các lá đơn với mép lá nhẵn, khía răng cưa hay xẻ thùy lông chim tới các lá kép lông chim.Chúng có thể mỏng và dạng màng hay thậm chí dai như da (với kết cấu như da).
Một số đề xuất phân loại gần đây đề nghị mở rộng phân họ Maloideae để chứa một số các chi cây thân thảo và có quan hệ họ hàng gần gũi với Maloideae truyền thống hơn là với các loài khác trong họ Rosaceae. Đó là các chi Kageneckia, Lindleya, Vauquelinia, với bộ nhiễm sắc thể đơn bội x= 15 hay 17 nhưng có quả dạng quả nang, và chi Gillenia với bộ nhiễm sắc thể đơn bội x = 9.
Chi Sorbus nghĩa rộng (sensu lato) được phát hiện là đa ngành và bị chia ra thành 5 chi mới: Sorbus nghĩa hẹp (sensu stricto), Cormus, Chamaemespilus, Aria và Torminalis. Các chi Eriolobus và Docyniopsis là khác biệt với chi Malus. Ngược lại, Micromeles được gộp vào trong Aria, còn Stranvaesia và Aronia gộp trong chi Photinia. Tuy nhiên, trong phân loại gần đây nhất của APG thì người ta vẫn hiểu chi Sorbus theo nghĩa rộng.
Nhóm này bao gồm một số cây ăn quả có tầm quan trọng kinh tế-thương mại, như táo tây và lê, trong khi một số loài cây khác được trồng làm cảnh.

## Phân loại
Phân họ này được Antoine Laurent de Jussieu đặt tên là Pomoideae vào năm 1789, nhưng hiện không được coi là hợp lệ theo các quy tắc của ICBN, do nó không dựa vào tên khoa học của một chi nào. Nó cũng từng được tách ra thành họ riêng của chính nó là Malaceae Small hay Pomaceae Lindl..
Các dữ liệu phân tử gần đây chỉ ra rằng phân họ Maloideae đã tiến hóa từ bên trong chi Spiraeoideae, cũng giống như trường hợp của phân họ Prunoideae; và để phản ánh tốt nhất các mối quan hệ thì phân họ Spiraeoideae đã được mở rộng. Trong phân loại mới hơn này thì phân họ Maloideae truyền thống được coi là một phần của Spiraeoideae. Một phân loại ngay trước đó đã mở rộng Maloideae để bao gồm cả bốn chi có quả khô không phải dạng quả táo. Chúng là Kageneckia, Lindleya, Vauquelinia, 3 chi có số nhiễm sắc thể đơn bội là 15 hay 17, và chi Gillenia, một loại cây thân thảo có số nhiễm sắc thể đơn bội bằng 9.
Định nghĩa truyền thống của Maloideae bao gồm 2 tông là Maleae và Crataegeae. Trong phân loại gần đây hơn cả thì nó tương đương với phân tông Pyrinae, bao gồm các chi sau:
- Amelanchier
- Aria, tại Wiki coi là phân chi của chi Sorbus
- Aronia
- Chaenomeles
- Chamaemeles
- Chamaemespilus, tại Wiki coi là phân chi của chi Sorbus
- Cormus, tại Wiki coi là phân chi của chi Sorbus
- Cotoneaster
- Crataegus
- Cydonia
- Dichotomanthes
- Docynia
- Docyniopsis
- Eriobotrya
- Eriolobus
- Hesperomeles
- Heteromeles
- Malacomeles
- Malus
- Mespilus
- Osteomeles
- Peraphyllum
- Photinia
- Pseudocydonia
- Pyracantha
- Pyrus
- Rhaphiolepis
- Sorbus
- Stranvaesia
- Torminalis, tại Wiki coi là phân chi Torminaria của chi Sorbus